# Lupin Zero
Lupin Zero (LUPIN ZERO?, Rupan Zero) è un original net anime di Lupin III del 2022, nato per festeggiare il cinquantesimo anniversario della prima serie televisiva. Scritta da Ichirō Ōkouchi, già autore della quinta serie e prodotta dalla TMS Entertainment, l'ONA è un prequel della serie originale ispirato ad alcuni capitoli del manga di Monkey Punch. La serie è ambientata in Giappone negli anni sessanta e vede come protagonista un giovane Arsenio Lupin III ancora alle prime armi che incontrerà per la prima volta Daisuke Jigen, con cui vivrà numerose avventure.

## Trama
Tokyo, Lupin III è uno studente delle medie che si diverte come meglio può. Una sera decide di seguire il compagno di classe pistolero Daisuke Jigen ad un night club, dove si ritroveranno a dover salvare Yoko, la sensuale cantante del locale da un clan della yakuza. Dopo questa avventura, il giovane ladro cercherà in ogni modo di coinvolgere il suo nuovo amico in molte altre situazioni pericolose, spesso contro la sua volontà. Nel corso degli episodi ci saranno anche confronti con gli altri membri della famiglia Lupin, tra cui il padre Lupin II e il nonno Arsenio Lupin.

## Personaggi

### Protagonisti
Arsenio Lupin III (ルパン三世?, Rupan Sansei)
Doppiato in giapponese da Tasuku Hatanaka e in italiano da Matteo Garofalo.
Annoiato dalla vita semplice da studente, decide di mettere alla prova le sue doti di ladro acquisite sin dall'infanzia. In aperto contrasto col padre, sempre lontano da casa, e con il nonno, sempre pronto a sfidare il nipote, Lupin decide di non sottostare al volere di nessuno dei due, diventando indipendente. Di carattere solare e giocoso, Lupin è indeciso su che strada prendere, e nel corso degli episodi si rivelerà molto istintivo e precipitoso, riuscendo però sempre a cavarsela grazie ai suoi imprevedibili trucchi.
Daisuke Jigen (次元大介?)
Doppiato in giapponese da Shunsuke Takeuchi e in italiano da Alessandro Fattori.
Nonostante la sua giovane età, Jigen è già un abile pistolero, che sin da bambino ha seguito il padre in numerosi campi di battaglia. Con un carattere decisamente più burbero e razionale, inizialmente si ritroverà molto in conflitto con Lupin, che giudicherà come un "signorino" che non dovrebbe essere coinvolto nei suoi affari. Più avanti nella serie i due svilupperanno una forte fiducia reciproca, avendo anche molti punti in comune.
Yoko (洋子?)
Doppiata in giapponese da Saori Hayami e in italiano da Federica Simonelli.
Di facciata è una semplice cantante di nightclub, ma in realtà Yoko è una faccendiera che si ritroverà coinvolta sempre in affari loschi con la criminalità organizzata, l'esercito statunitense e terroristi rivoluzionari. Verrà salvata da Lupin e Jigen dalle grinfie della yakuza, e la donna definirà i due come i suoi "eroi".

### Personaggi secondari
Arsenio Lupin (アルセーヌ・ルパン?)
Doppiato in giapponese da Yoshito Yasuhara e in italiano da Aldo Stella.
Il leggendario ladro gentiluomo, ormai anziano, vizioso e doppiogiochista. Ha obbligato suo nipote Lupin III, sin da bambino, a seguire i suoi insegnamenti sull'arte del furto. Disprezza apertamente il figlio, Lupin II, giudicando i suoi furti come "privi di stile".
Lupin II (ルパン二世?)
Doppiato in giapponese da Toshio Furukawa e in italiano da Massimiliano Lotti.
Padre di Lupin III, anche lui è ladro di professione. Ha incaricato la governante Shinobu di sorvegliare costantemente il figlio, in modo che quest'ultimo conduca una vita ordinaria e onesta.
Shinobu (しのぶ?)
Doppiata in giapponese da Toa Yukinari e in italiano da Beatrice Caggiula.
La misteriosa governante di Lupin III, che intimerà a quest'ultimo di stare lontano dai pericoli, arrivando addirittura ad allontanare Jigen.
Albert d'Andrésy (アルベール・ダンドレジー?)
Doppiato in giapponese da Yū Kobayashi e in italiano da Annalisa Longo.
Bambino prodigio, assistente di Arsenio Lupin. Il personaggio è lo stesso apparso, da adulto, nelle serie Lupin III - Ritorno alle origini e Lupin III - Una storia senza fine.
El Gaucho (エル・ガウチョ?)
Doppiato in giapponese da Hiroki Touchi e in italiano da Matteo Brusamonti.
Conosciuto anche come "Il caccialupi", è un terrorista rivoluzionario che punta a bombardare Tokyo tramite una testata nucleare.

## Episodi
| Nº | Titolo italiano Giapponese 「Kanji」 - Rōmaji | In onda          | In onda          |
| Nº | Titolo italiano Giapponese 「Kanji」 - Rōmaji | Giapponese       | Italiano         |
| 1  | Il giovane Lupin incontra il lupo 「少年ルパン、狼に出会う」 - Shōnen Rupan, ōkami ni deau | 16 dicembre 2022 | 12 febbraio 2023 |
| 1  | Durante il periodo del miracolo economico giapponese a Tokyo, il giovane studente Lupin decide di passare del tempo in un night club. Qui, rincontra casualmente il suo compagno di classe Jigen Daisuke, il quale sembra ignorarlo. Tuttavia, un'imprevista serie di eventi li coinvolge nell'incidente della cantante del locale, Yoko. Lupin si trova a intervenire per salvarla da un grave pericolo legato alla sua connessione con la yakuza, la mafia giapponese. Yoko viene rapita, ma grazie all'intervento di Lupin e Jigen a bordo di una nave, riescono a portarla in salvo. Yoko prosegue da sola il viaggio e raggiunge Manila, nelle Filippine. |                  |                  |
| 2  | Caccia al tesoro sul treno 「列車で秘宝に食らいつけ」 - Ressha de hihō ni kuraitsuke | 16 dicembre 2022 | 12 febbraio 2023 |
| 2  | Un giorno, durante la pausa, Lupin propone a Jigen una sfida: prendere il pane alla yakisoba dallo spaccio della scuola. Ma Jigen, disinteressato all'idea, rifiuta l'invito. Nel frattempo, riceve una richiesta improvvisa di lavoro: dovrà proteggere un tesoro trasportato su un treno al posto di suo padre. Nel mentre, Lupin decide di imbarcarsi sullo stesso treno e incontra una ragazza sudamericana, la custode del tesoro sottrattole da malviventi che hanno coinvolto Jigen. Dopo un'iniziale esitazione, Lupin e Jigen alla fine si uniscono per aiutare la ragazza. |                  |                  |
| 3  | Lotta per la successione 「一世の孫、跡目を競う」 - Issei no mago, atome o kisou | 23 dicembre 2022 | 12 febbraio 2023 |
| 3  | All'improvviso, due uomini vestiti di nero compaiono davanti a Lupin. Vengono inviati dalla figura che il giovane chiama "vecchio", Arsenio Lupin, noto come "Lupin I". Accompagnato fino alla villa, Lupin riceve una proposta: partecipare a un gioco ideato dal nonno, una sorta di "competizione per l'eredità". Il vincitore sarebbe diventato l'unico erede di Lupin I. I partecipanti includono Lupin, Robin Hood XIII, Phoolan e Albert. Alla fine della caccia al tesoro, emerge che Lupin I ha orchestrato il gioco in modo ingannevole: nel contratto di partecipazione era nascosto il requisito che uno dei quattro dovesse morire. Chi avesse perso la vita avrebbe ceduto il proprio cuore al nonno di Lupin per un trapianto. Alla fine, è Robin Hood XIII a perdere la vita e si scopre che Phoolan, in realtà, è il padre di Lupin. Lupin II si era travestito da Phoolan, mentre quest'ultima era stata legata a un albero. Nel frattempo, Jigen si trova in Cambogia con suo padre. |                  |                  |
| 4  | Il contrabbando di whisky 「ウイスキー・パイプを狙え」 - Uisukī paipu o nerae | 30 dicembre 2022 | 12 febbraio 2023 |
| 4  | Dopo aver visitato la villa di Lupin I, Shinobu, la governante di Lupin, inizia a sorvegliare attentamente Lupin, che desidera uscire per divertirsi. Incapace di uscire liberamente, Lupin ha un'idea brillante: costruire una base segreta nell'istituto con l'assistenza di Jigen. Tuttavia, le idee brillanti di Lupin si rivelano troppo eccentriche e la costruzione della base diventa sempre più problematica. Nonostante vari tentativi falliti di creare il covo segreto, Lupin si trova coinvolto in un confronto con l'esercito americano che sta sorvegliando strettamente il whiskey. Fortunatamente, con l'aiuto di Jigen, Lupin riesce alla fine a superare la situazione. |                  |                  |
| 5  | Un'ombra della notte 「その男、密かに躍る」 - Sono otoko, hisoka ni odoru | 6 gennaio 2023   | 12 febbraio 2023 |
| 5  | Lupin acquista un regalo di Natale per Yoko, ma scopre che la donna ha lasciato il night club. In preoccupazione, decide di cercarla nel suo appartamento, ma si imbatte in un uomo tatuato, El Gaucho, con un'aura straordinaria. Nel frattempo, a Okinawa, viene rubata un'arma dalla base dell'esercito americano e il responsabile risulta essere il padre di Lupin, Lupin II. |                  |                  |
| 6  | Il giovane Lupin diviene Lupin III 「少年ルパン、三世を名乗る」 - Shōnen Rupan, Sansei o nanoru | 13 gennaio 2023  | 13 febbraio 2023 |
| 6  | Il momento critico si avvicina prima che il cannone atomico venga sparato. Il rivoluzionario Gaucho riceve la sua prima lettera di sfida da "Lupin III". Deciso sul percorso da seguire, Lupin affronta Gaucho con il suo compagno Jigen. Mentre il boato del cannone risuona nel cielo notturno di Tokyo, il giovane compie il suo primo passo verso la grandezza come ladro. |                  |                  |